# Gastón Orellana

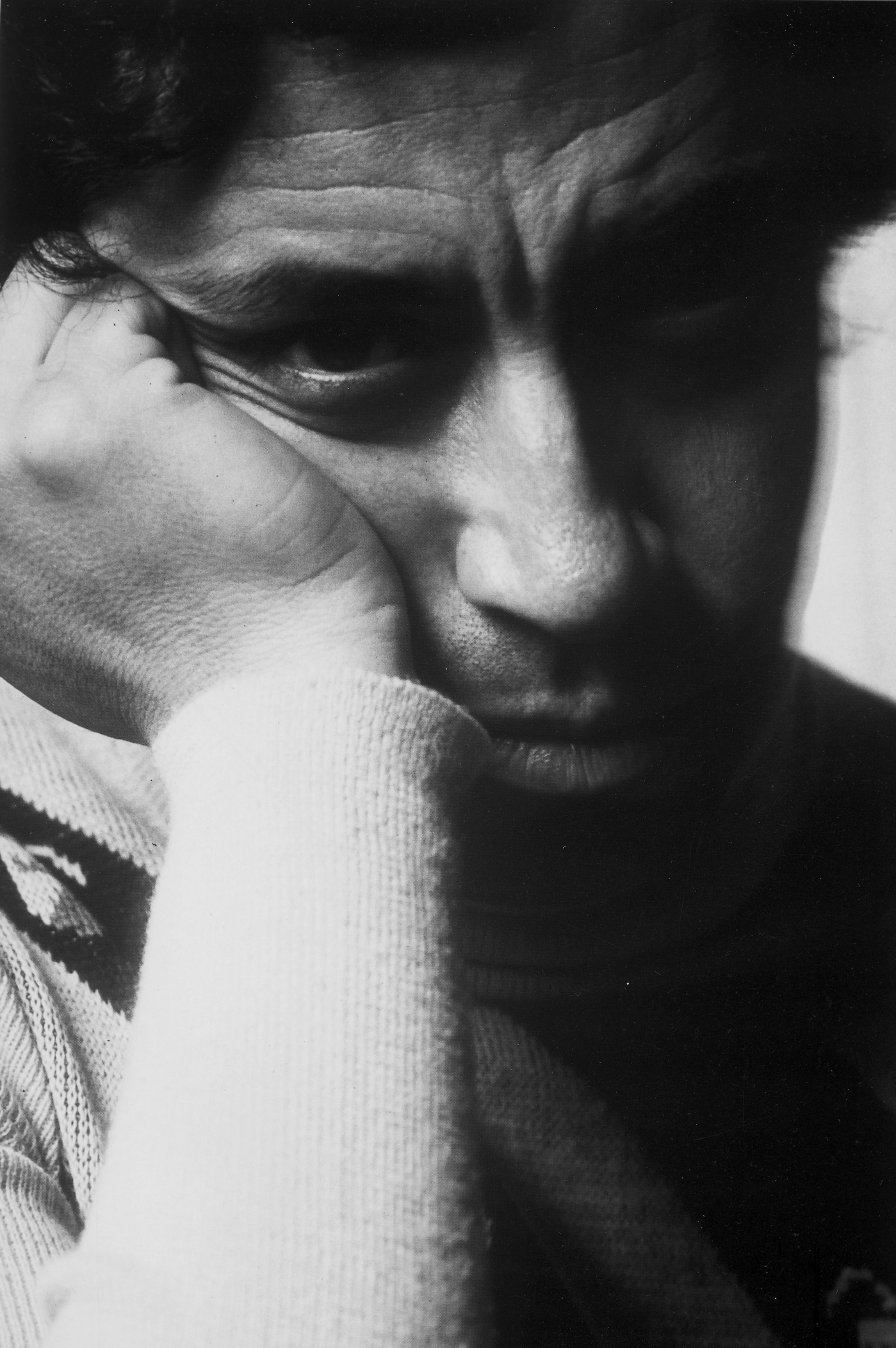
Gastón Orellana.

Gastón Orellana (Valparaíso, Chile, 1933), pintor  chileno. 

## Biografía
Nacido en Valparaíso, Chile, en 1933, hijo de madre andaluza y de padre extremeño proveniente de una familia de la antigua aristocracia extremeña, de Trujillo.
Entre 1959 y la mitad de los años sesenta, cuando Orellana alcanza la madurez como pintor, se identifica la primera generación de su arte. En Madrid promueve con los artistas del grupo Hondo la "nueva figuración", y pinta en la confluencia de la abstracción informal con el manerismo de una figuración existencial que otros llaman mística. Para el artista es una época de amalgamientos, que produce imágenes rebeldes y casi extravagantes.
En Nueva York, en el tribalismo pictórico de esta ciudad donde el pintor alcanza el éxito, primero en el ámbito de las vanguardias ya afirmadas, ya clásicas, gestionadas por Martha Jackson, gracias a la equilibrada belleza de sus pinturas, a su canon europeo. A la mitad de los años setenta, Orellana rompe viejos equilibrios y se mide con el collage de diferentes estilos que se elaboran en los Estados Unidos.
En los años ochenta, entre Italia y Nueva York, lejos de agotarse, su onda esta aun llena. Con el ciclo de las pinturas tituladas "Bronx" Orellana penetra al centro de su obra: la construye con un fundamento conceptual. Conceptos nacientes empiezan a entrar en juego que tomarían, ya en los noventa, plena vida: los frutos del largo periplo arqueológico andino que le llevó a Perú, Bolivia y Argentina en el 1958; y una musicalidad intrazable pero siempre presente, como escribió el crítico italiano Tommaso Trini, y finalmente el grafito sobre óleo: eterna lección de la cerámica arqueológica, mas vital en su reflejo de la gestualidad plasmada y moderna que da cuenta de ese "élan" (en las palabras de James Johnson Sweeney) excepcional que caracteriza su obra.
En las últimas exposiciones (Milán, Taipéi, Cáceres) se descubre en el un artista en plena madurez creativa en su línea ya muy alejada de aquellos orígenes neofigurativos. 

## Obra

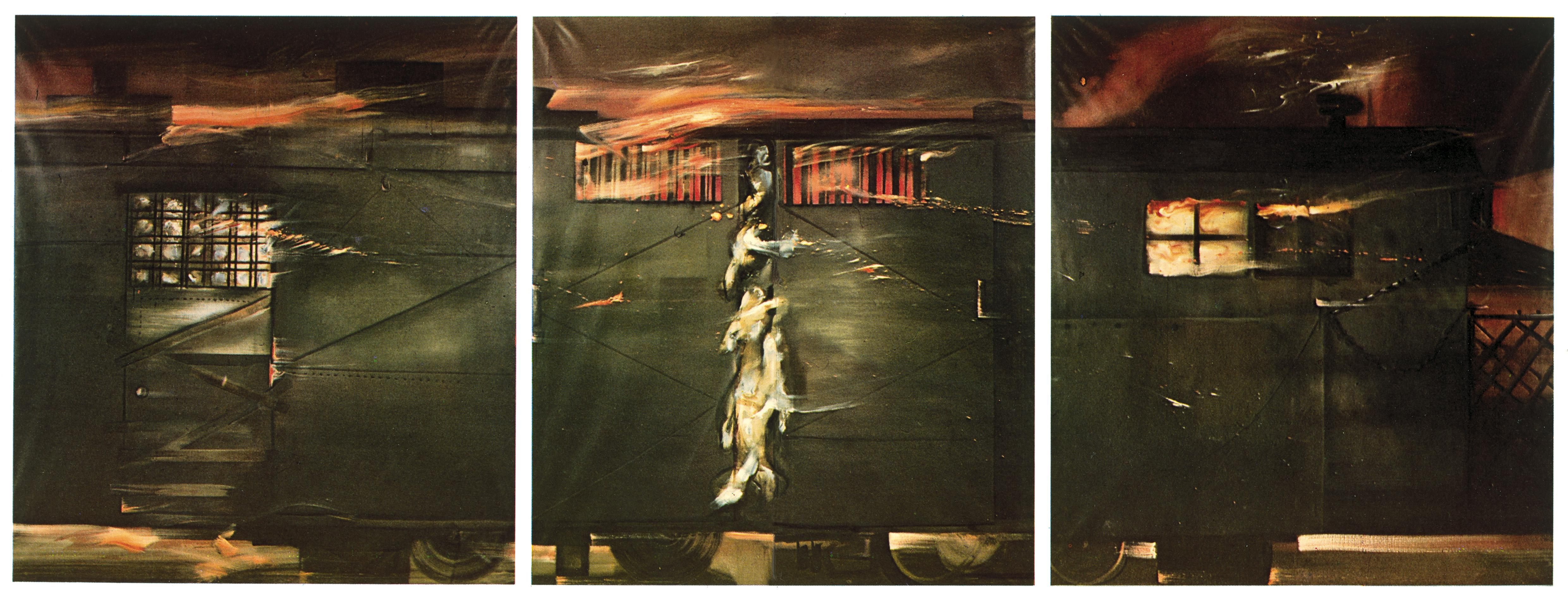
"El tren en llamas", 1969, Hirshhorn Museum and Sculpture Garden.

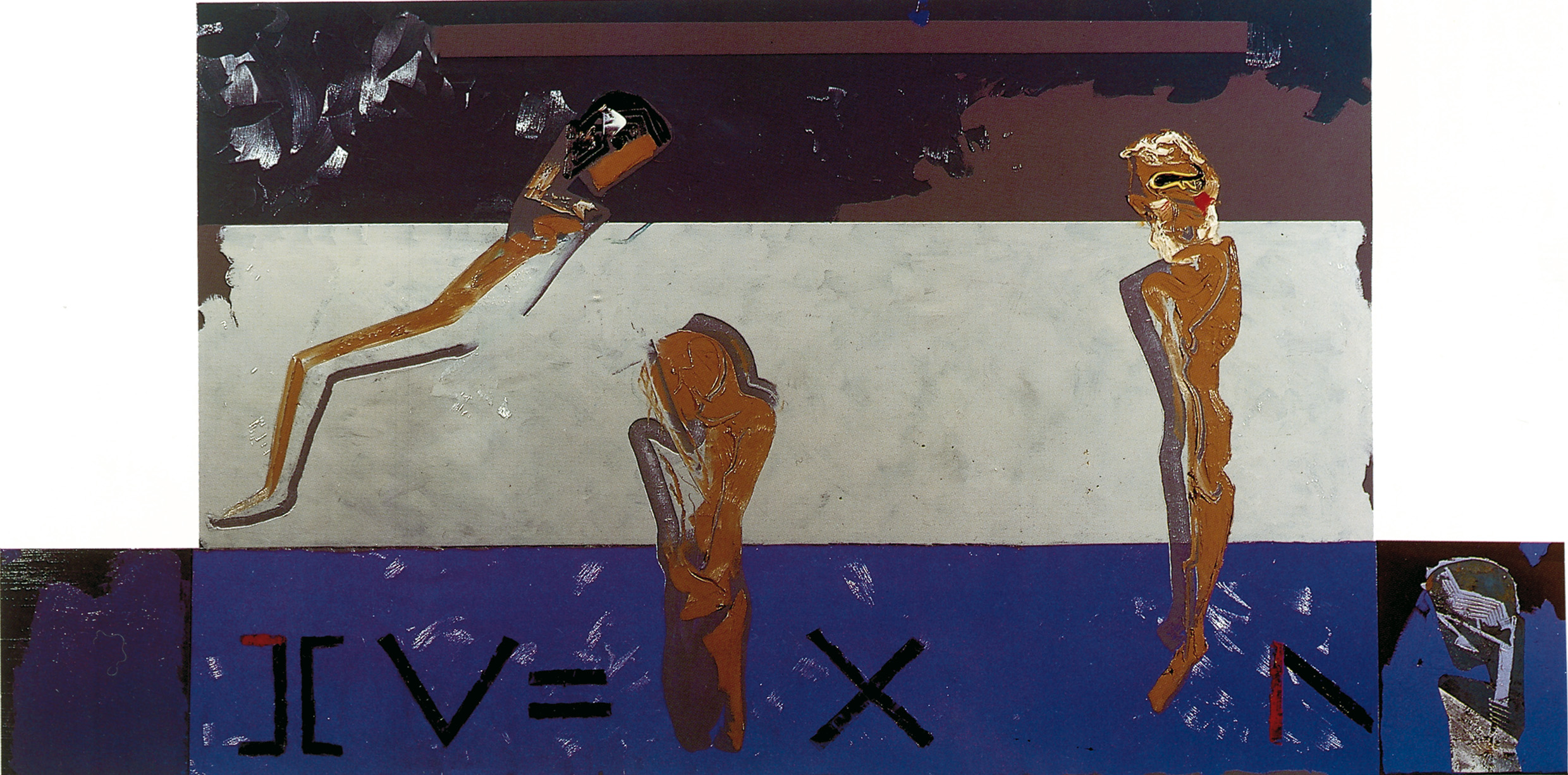
"Tríptico en forma de T invertida", 1989, Taipei Fine Arts Museum, Taiwán.

De amplio reconocimiento internacional, la más importante de sus obras hasta ahora, "El tren en llamas" (Nueva York 1960) se encuentra en el Museo Hirshhorn y Jardín de Esculturas, en Washington DC. Orellana participó en el pabellón español de la XXXV Bienal de Venecia en el 1970. Un importante y valioso triplico suyo, "Crucifixión" (Nueva York, años 60) forma parte de la colección de Arte Contemporáneo del Vaticano. En el 2005, su obra, titulada “La cama escarlata”, 1967, participa en la prestigiosa exposición “Il male”, celebrada en Turin, y que incluye obras de los más relevantes maestros del cuatrocientos hasta nuestros días.

Entre otras, las siguientes instituciones poseen obra de Orellana:
Argentina- Museo de Arte Moderno, Buenos Aires.
Bélgica- Vandecandelaere Gallerie, Waregem
Brasil- Museo de Arte Moderno de São Paulo
Chile- Museo Nacional de Bellas Artes de Chile, Santiago; Pinacoteca de la Universidad de Concepción
España - Legado Juana Mordo. Círculo de Bellas Artes, Madrid; Museo Internacional de Arte 
Contemporáneo, Lanzarote; Casa Das Artes, Vigo; Museo Nacional Centro de Arte Reina Sofía, Madrid
Italia-Pinacoteca Cassa di Risparmio, Savona; Museo d'Arte Moderno e Contemporáneo di Trento e Rovereto
Estados Unidos- Metropolitan Museum of Art, NY; Mr. and Mrs. Clarens Public Collection, NY; New York Public Library, NY; The Museo Hirshhorn y Jardín de Esculturas, Washington DC; The Contemporary Art Museum and Institution, Panamerican Union, Washington DC; New Orleans Fine Art Museum, New Orleans; Feniz Museum, Arizona; Taiwan- Taipei Fine Arts Museum, Taipéi. El Archivo Gastón Orellana, fundado en el 2018, es el ente responsable de la conservación, protección y divulgación de la obra artística e intelectual de Gastón Orellana, incluyendo la autenticación y catalogación de la obra.